# Gnagno Philibert Fagnidi
Philibert Gnagno Fagnidi, né en 1953 à Gagnoa, est un diplomate ivoirien. Il est, en 2007, ambassadeur extraordinaire et plénipotentiaire de la Côte d’Ivoire auprès de la fédération de Russie.

## Biographie
Fagnidi, en tant qu’ambassadeur de Côte d’Ivoire en Russie, présente ses lettres de créance au président russe Vladimir Poutine le 13 avril 2007 et obtient une accréditation simultanée en tant qu’ambassadeur de Côte d’Ivoire en Lettonie en Géorgie en Lituanie, en Azerbaïdjan, en Ukraine, en Estonie et en Biélorussie.
En 2016, il devient directeur des ressources humaines ministère des Affaires étrangères.
En 2019, il est nommé ambassadeur de la Côte d'Ivoire auprès du Canada,.